# 那由多遥
那由多 遥（なゆた はるか、1982年2月23日 - ）は、日本のグラビアアイドル。J&Cエンターテイメント所属。

## 概要
清楚なルックスと過激なグラビアのギャップで人気を博す。特に胸のマジックハンド隠しと手ブラは新手法としてグラビア業界に衝撃を与えた。
2002年からはインターネット放送局の草分けBBステーションにて、バラエティ番組『@DOKIドキ　遥のビキニdeとーく』に出演。ビキニでDJを行うというスタイルが好評を呼んだ。

## 作品

### 写真集
- 『Parade―金子志乃・栗田しのぶ・那由多遥写真集』（2000/02　撮影：平田友二　桜桃書房）ISBN 4756723640
- 『NAYU(ナユ)―那由多遥ファースト写真集』（2000/09　撮影：大山文彦　彩文館）ISBN 4916115414
- 『オープン』（2001/03　撮影：SHOWN　ソフトガレージ）ISBN 4921068623
- 『露(あらわ)―』（2002/04　撮影：松田忠雄　ぶんか社）ISBN 482112422X
- 『アルティメット・ヒロインズ/究極乙女 Vol.1』（2002/11　撮影：安藤青太　三和出版）ISBN 4883569438
- 『15ROOMS』（2002/12　撮影：加納典譲　ぶんか社）ISBN 4821124971
- 『CAT LADY』（2003/08　撮影：野沢亘伸　バウハウス）ISBN 4894619512
- 『デジ生ステーション　ちゅらかーぎー』（2003/12　デジタル・ビーコム ＊デジタル写真集）

### DVD&VIDEO
- 『JUST A GIRL ミレニアム美少女 ～那由多遥～』（2000/11/20　ソフト・オン・デマンド）
- 『Final Beauty 那由多遥』 （2001/4/25 ハピネット・ピクチャーズ）
- 『那由多遥 : cotton』（2002/7/19 竹書房）
- 『那由多遥 Memory』（2002/12/15 ラインコミュニケーションズ）
- 『那由多遥 特別版』（2003/8/29 ディースリー）
- 『那由多遥 南風 ～パイカジ～』（2003/11/21　日本メディアサプライ）
- 『@DOKIドキ　遥のビキニdeとーく　豪華版　Vol.1～3』（2004　デジタル・ビーコム）

### ゲーム
- 情報捜査官e－POLICE　岬悠里役

## 出演

### ドラマ
- 『伝説の教師』 宏美（生徒）役（2000年、日本テレビ）
- 『怖い日曜日』 （日本テレビ）
- 『HeartBeat』準レギュラー （テレビ東京）
- 『向井荒太の動物日記～愛犬ロシナンテの災難～』千秋役 （2001年、日本テレビ）

### インターネット番組
- 『@DOKIドキ　遥のビキニdeとーく』（2002年～2004年 BBステーション）

### バラエティ番組
- 『姫のお夜食』 （中国放送）
- 『稲妻!ロンドンハーツ』 （テレビ朝日）
- 『グラビアの美少女』（MONDO21）

### CM
- 『Lavie M』 （2003年、NEC）
- 『攻殻機動隊 S.A.C. 2nd GIG』 （2004年、バンダイビジュアル）